# Stacy Carter
Stacy Lee Carter (Memphis, 29 settembre 1973) è un'ex wrestler statunitense conosciuta soprattutto per il suo stint in WWF tra il 1999 e il 2001 con i ring name di Miss Kitty e The Kat. Ha conquistato una volta il WWF Women's Championship.

## Carriera nel wrestling

### World Wrestling Federation (1999–2001)
Stacy Carter apparì per la prima volta nel programma di punta della World Wrestling Federation, Raw is War, nell'agosto del 1999. Fece il suo debutto con il ring name di Miss Kitty, un'assistente di Debra, nominata da Jeff Jarrett, di cui Debra faceva la manager. La collaborazione si concluse quando Jarrett abbandonò la federazione dopo aver perso l'Intercontinental Championship contro Chyna a No Mercy. Successivamente, la Carter iniziò a ricoprire il ruolo di manager di Chyna, vestendosi con degli abiti molto simili a quelli della lottatrice e indossando una parrucca nera.
Ad Armageddon, nel dicembre 1999, Miss Kitty vinse il WWF Women's Championship in un Four Corners Evening Gown Pool match, sconfiggendo l'allora campionessa Ivory, Jacqueline e Barbara "BB" Bush spogliandole dei loro abiti. Dopo l'incontro, la Carter mostrò il suo seno alla folla per festeggiare. Questo fu il primo caso di nudità intenzionale nella WWF. La sera seguente, prima di difendere con successo il titolo femminile in un Chocolate Pudding Match, annunciò che avrebbe cambiato il suo ring name in The Kat.  La wrestler apparse poi alla Royal Rumble durante il Miss Royal Rumble Swimsuit Contest, vinto da Mae Young. Perse il titolo il 31 gennaio del 2000 nell'edizione di Raw contro Hervina (che in realtà era Harvey Wippleman).
The Kat feudò poi con Terri Runnels. A WrestleMania 2000, Terri (accompagnata da The Fabulous Moolah) sconfisse The Kat (con Mae Young) in un catfight. Val Venis era l'arbitro speciale, ma durante l'incontro venne distratto dalla Young e decretò erroneamente la Runnels vincitrice dell'incontro. La faida continuò con una sfida a braccio di ferro durante l'edizione di quell'anno di Insurrextion, vinta dalla Carter. Le due donne proseguirono con la loro rivalità per tutta l'estate, spesso in Tag Team Match misti. Nel giugno del 2000, The Kat cercò di riconquistare il titolo femminile partecipando ad una Battle Royal per diventare la contendente numero uno per la cintura, ma fu eliminata dalla rivale Terri. La faida riemerse in una match a SummerSlam, vinto da The Kat.
All'inizio del 2001, The Kat venne coinvolta in una nuova storyline con la stable Right to Censor. A No Way Out, Jerry Lawler, che rappresentava The Kat, perse un match contro Steven Richards, il capo della stable, dopo che The Kat colpì erroneamente Lawler con la cintura femminile. A causa della sconfitta di Lawler, The Kat fu costretta ad entrare a far parte dell'alleanza avversaria. Il 27 febbraio 2001, però, la Carter venne rilasciata dal WWF nel bel mezzo della trama. Di conseguenza, anche suo marito Jerry Lawler lasciò la federazione. Secondo quest'ultimo, The Kat era stata rilasciata dal WWF perché Vince McMahon decise di porre fine alla storyline con i Right to Censor. Altri addetti ai lavori citano l'atteggiamento negativo della Carter dietro le quinte come motivo del suo licenziamento.

### Circuiti indipendenti (2001, 2010)
Dopo che Carter e Lawler lasciarono la World Wrestling Federation, iniziarono a militare nel wrestling indipendente. Firmarono anche con la Tri-Star Productions e lavorarono nella Memphis Championship Wrestling (MCW). A metà dell'anno, però, i due si separarono e Lawler rientrò a far parte della WWF, senza la Carter.
Carter ha fatto il suo debutto nella Tri-State Wrestling Alliance (TWA) il 5 giugno 2010 all'evento TWA Homecoming a Plymouth Meeting, in Pennsylvania, dove ha collaborato con Demolition (Ax e Smash) in uno sforzo vincente sconfiggendo Sheeta e The Nigerian Nightmares (Maifu e Saifu) in un match a squadre di 6 persone. La Carter ha poi fatto il suo debutto a Stranglehold Wrestling (SHW) il 26 agosto 2010 durante il Stranglehold Devils Playground Tour a Oshawa, Ontario, Canada, dove ha gareggiato in un match di Arm-Wrestling contro Pissed Pete in un no-contest. Più tardi, Carter ha accompagnato Sinn Bohdi sul ring dove ha gareggiato contro George Terzis.

## Vita privata
Jerry Lawler e Stacy Carter si sposarono nel settembre del 2000. Mentre stavano insieme, l'ex lottatrice professionista Missy Hyatt offrì alla Carter 10.000 dollari per posare nuda sul suo sito web, ma Carter rifiutò l'offerta. Carter decise di lasciare Lawler nel luglio 2001, e i due si separarono poco dopo. Con la fine del suo matrimonio, la Carter decise di abbandonare anche la sua carriera nel mondo del wrestling professionistico. Dopo il divorzio iniziò a lavorare nel settore immobiliare nella contea di Lee, in Florida, per qualche tempo.
Il 29 luglio 2010, la Carter e il lottatore professionistico Nick Cvjetkovich si sono sposati a San Pietroburgo in Florida.

## Personaggio

### Mosse finali
- Stinkface

### Wrestler assistiti
- Jeff Jarrett
- Debra
- Mark Henry
- Chyna

### Musiche d'ingresso
- Too Much Mustard di Beamish (WWF)

## Titoli e riconoscimenti
- World Wrestling Federation
  - WWF Women's Championship (1)